# Tour du Loir-et-Cher
Il Tour du Loir-et-Cher è una corsa a tappe maschile di ciclismo su strada che si svolge nel dipartimento di Loir-et-Cher, in Francia, ogni anno nel mese di aprile. Dal 2005 fa parte del calendario UCI Europe Tour come evento di classe 2.2.

## Albo d'oro
Aggiornato all'edizione 2024.
| Anno | Vincitore                             | Secondo                               | Terzo                                 |
| ---- | ------------------------------------- | ------------------------------------- | ------------------------------------- |
| 1960 | Raymond Sallé                         | Eugene Huet                           | Courson                               |
| 1961 | Jean-Claude Lebaube                   | Claude Primont                        | Jean Danguillaume                     |
| 1962 | Jack André                            | Bernard Herrgott                      | Gerard Lemusiaux                      |
| 1963 | René Heuvelmans                       | Georges Vandenberghe                  | Claude Gabard                         |
| 1964 | Maurice Benet                         | Guido Reybrouck                       | Ian Moore                             |
| 1965 | Albert Van Vlierberghe                | Donaat Himpe                          | Michel Guyot                          |
| 1966 | Félix Le Buhotel                      | Christian Biville                     | André Desvages                        |
| 1967 | Jean-Claude Genty                     | Bernard Vanderlinde                   | François Quillon                      |
| 1968 | Bernard Dupuch                        | Jacques Botherel                      | Andre Froimond                        |
| 1969 | Jean-Pierre Danguillaume              | Paul Craprez                          | Jean-Pierre Boulard                   |
| 1970 | Alain Nogues                          | Zygmund Hanusik                       | Jean-Louis Danguillaume               |
| 1971 | Jean-Pierre Guitard                   | Wim Kellenaers                        | Jean-Louis Danguillaume               |
| 1972 | Zygmunt Hanusik                       | Ryszard Szurkowski                    | Zbigniew Krzeszowiec                  |
| 1973 | Patrick Béon                          | Michel Pollentier                     | Mieczysław Nowicki                    |
| 1974 | Hubert Arbes                          | Luc Leman                             | Robert Thalmann                       |
| 1975 | Jan Brzezny                           | Henk Mutsaars                         | Ryszard Szurkowski                    |
| 1976 | Gerrie Van Gerwen                     | Christian Poirier                     | Henk Mutsaars                         |
| 1977 | Michel Zucarelli                      | Alain Mas                             | Didier Ramel                          |
| 1978 | Gérard Le Dain                        | Pascal Herledan                       | Patrice Thévenard                     |
| 1979 | Michel Larpe                          | Mark Pringle                          | Guardelli                             |
| 1980 | Leon Dejits                           | Ad Wijnands                           | Frank Moons                           |
| 1981 | Jan Jankiewicz                        | Alain Bizet                           | Wim Jennen                            |
| 1982 | Yuri Petrov                           | Falk Boden                            | Viktor Manakov                        |
| 1983 | Mario Hernig                          | Bernd Dittert                         | Andrzej Mierzejewski                  |
| 1984 | Jôrg Stein                            | Richard Trinkler                      | Heinz Imboden                         |
| 1985 | Jörg Stein                            | Ladislav Ferebauer                    | Franck Kuhn                           |
| 1986 | Leszek Stepniewski                    | Slawomir Krawczyk                     | Marek Lesniewski                      |
| 1987 | Sergei Uslamin                        | Sergei Zmievskov                      | Igor' Sumnikov                        |
| 1988 | Olaf Jentzsch                         | Zbigniew Piatek                       | Roman Lyson                           |
| 1989 | Guido Fulst                           | Sebastien Flicher                     | Jozef Regec                           |
| 1990 | Eric Knuvers                          | Bert Dietz                            | Christophe Faudot                     |
| 1991 | Nicolas Aubier                        | Czeslaw Rajch                         | Valère Fillon                         |
| 1992 | Jean-Christophe Currit                | Stéphane Boury                        | Gilles Maignin                        |
| 1993 | Denis Marie                           | Laurent Roux                          | Christophe Leroscouet                 |
| 1994 | Carlo Meneghetti                      | Stéphane Boury                        | Didier Faivre Péret                   |
| 1995 | Denis Marie                           | Stéphane Barthe                       | Gennadij Michajlov                    |
| 1996 | Christophe Paulvé                     | Arnaud Auguste                        | Sébastien Guénée                      |
| 1997 | Stéphane Bourry                       | Torsten Nitsche                       | Arnaud Chauveau                       |
| 1998 | Frédéric Pontier                      | Coen Boerman                          | Philippe Mauduit                      |
| 1999 | Thor Hushovd                          | Denis Dugouchet                       | Gabriel Rasch                         |
| 2000 | Gisle Vikoyr                          | Carlo Meneghetti                      | Gabriel Rasch                         |
| 2001 | Rudolph Wentzel                       | Eric Baumann                          | Dimitri De Fauw                       |
| 2002 | Samuel Gicquel                        | Philippe Gilbert                      | Lars Breiseth                         |
| 2003 | Hervé Duclos-Lassalle                 | David Boucher                         | Morten Christiansen                   |
| 2004 | Tom Stubbe                            | Nicolas Roche                         | Fumiyuki Beppu                        |
| 2005 | Marc de Maar                          | Matej Stare                           | Hans Dekkers                          |
| 2006 | Jacob Moe Rasmussen                   | Mariusz Wiesiak                       | Jérôme Bonnace                        |
| 2007 | Alexandre Blain                       | Mitja Mahorič                         | Petr Benčik                           |
| 2008 | Christofer Stevenson                  | Eladio Sanchez Prado                  | Jos Pronk                             |
| 2009 | Dmitrij Kosjakov                      | Vincent Dauga                         | Sven Vandousselaere                   |
| 2010 | Michail Antonov                       | Benjamin Verraes                      | Tino Thomel                           |
| 2011 | Anthony Saux                          | Pierre-Luc Périchon                   | Corentin Maugé                        |
| 2012 | Andrej Solomennikov                   | Julian Kern                           | Rolf Nyborg Broge                     |
| 2013 | Tino Thoemel                          | Timothy Dupont                        | Vegard Breen                          |
| 2014 | Graham Briggs                         | Rasmus Mygind                         | Troels Ronning Vinther                |
| 2015 | Romain Cardis                         | Dennis Bakker                         | Alexander Wetterhall                  |
| 2016 | Patrick Schelling                     | Jonas Aaen Jørgensen                  | Russell Downing                       |
| 2017 | Alexander Kamp                        | Troels Vinther                        | Rasmus Guldhammer                     |
| 2018 | Asbjørn Kragh Andersen                | Emil Vinjebo                          | Josef Černý                           |
| 2019 | Jan Bárta                             | Julius Johansen                       | Stef Krul                             |
| 2020 | annullata per la pandemia di COVID-19 | annullata per la pandemia di COVID-19 | annullata per la pandemia di COVID-19 |
| 2021 | annullata per la pandemia di COVID-19 | annullata per la pandemia di COVID-19 | annullata per la pandemia di COVID-19 |
| 2022 | Michael Kukrle                        | Jeppe Aaskov Pallesen                 | Valentin Retailleau                   |
| 2023 | Tim Marsman                           | Callum Macleod                        | Warre Langheluwe                      |
| 2024 | Emil Toudal                           | Steffen De Schuyteneer                | Axel van der Tuuk                     |